# صالح زمانان
صالح زمانان، شاعر وكاتب مسرحي وإعلامي سعودي، من مواليد منطقة نجران جنوب السعودية عام 1985. يعمل مديراً للشؤون الثقافية في مركز البحوث والتواصل المعرفي، ويعد من الأسماء البارزة في كتابة قصيدة النثر السعودية المعاصرة.

## التحصيل الدراسي
تلقى تعليمه العام (الابتدائي، والمتوسط، والثانوي) في منطقة نجران، وتميزت مسيرته التعليمية بالتفوق
، وتحصّل صالح زمانان على درجة البكالوريوس من كلية الآداب، قسم اللغة العربية، من جامعة الملك فيصل، بتقدير ممتاز مع مرتبة الشرف.

## النشاط المهني والثقافي
- المسؤول الإداري في النادي الأدبي الثقافي بمنطقة نجران.
- مستشار في هيئة المسرح والفنون الأدائية.[5]
- تولى إدارة تحرير مجلة (رقمات) الصادرة عن نادي أدبي نجران.[6]
- كتب في الصحافة السعودية، وفي العديد من المجلات الثقافية بالمملكة والخليج.
- صاحب فكرة "مهرجان قس بن ساعدة الثقافي" حيث شغل منصب المنسق العام للمهرجان، الذي أقيم مرتين متواليتين في 2012 و2013.
- قدّم تنوعاً ثقافياً وفنياً جمع المسرح والشعر والسرد وفنون التشكيل والفوتوغراف والعروض السينمائية.

## عضويات
- عضو مجلس إدارة النادي الأدبي الثقافي بمنطقة نجران.
- عضو الجمعية العربية السعودية للثقافة والفنون.
- عضو جمعية المسرحيين السعوديين.
- عضو الهيئة الدولية للمسرح.
- عضو لجنة التحكيم في مهرجان الإبداع المسرحي بسوق عكاظ.
- عضو تحكيم الكتب في العديد من الأندية الأدبية بالمملكة.

## المشاركات والفعاليات الثقافية

### المحلية
شارك صالح زمانان في أغلب المهرجانات والملتقيات الثقافية بالمملكة العربية السعودية، مثل:
- مهرجان الجنادرية
- معرض الرياض الدولي للكتاب
- مؤتمر الأدباء السعوديين
- ملتقى سوق عكاظ
- مهرجان بيت الشعر الأول بالدمام
- مهرجان قس بن ساعدة الثقافي
- ملتقى جائزة السنوسي بجازان
- مهرجان الشباب للمسرح بـالطائف
- مهرجان المسرح للفرق الأهلية بـ الرياض
- مهرجان الدمام المسرحي

### الخارجية
شارك في العديد من المهرجانات والمناسبات العربية والدولية، مثل:
- مهرجان الشعر العالمي بكوستاريكا [7]
- مهرجان مدريد الشعري العالمي بإسبانيا[8]
- مهرجان ربيع الثقافة بالبحرين
- ملتقى النص الجديد بـ القاهرة
- معرض بيروت الدولي للكتاب[9]
- مهرجان قصيدة النثر العربية بـ وجدة في مملكة المغرب
- مهرجان المسرح العربي بالشارقة
- معرض مسقط الدولي للكتاب
- معرض القاهرة الدولي للكتاب
- مهرجان رأس سبارطيل بطنجة المغربية[10]
- مهرجان أبو القاسم الشابي بالهوارية في تونس[11]
- مهرجان ليالي القصيدة العربية في بعقلين بلبنان
- مهرجان غرناطة العالمي للشعر والكتاب في إسبانيا[12]
- أمسيات تكوين «المنصة الإبداعية» بالكويت[13]

## الإصدارات
1. البشكنجية، 2010، عن دار طوى للنشر والإعلام.
2. الحارس في الثقب، 2013، عن الدار العربية للعلوم، بيروت.[14]
3. رأسه في الفجيعة.. أصابعه في الضحك، 2014، مترجم للإسبانية، عن طريق بيت الشعر في سان خوسيه، وجامعة كوستاريكا.
4. تسع نصوص من المسرح السعودي، 2013، عن الهيئة العربية للمسرح، كتاب مشترك مع كتّاب سعوديين.
5. عائد من أبيه، 2015، عند دار ميلاد للنشر والتوزيع وطبعة أخرى عن دار طوى للنشر والإعلام، بيروت، ودار مسكلياني، تونس. وصدت طبعة ثانية عام 2016 عن دار أروقة للدراسات والترجمة والنشر، القاهرة.
6. فزّاعات نيّئة، 2016، عن دار طوى للنشر والإعلام، بيروت.
7. من مدريد.. إلى السماء، 2016، انطولوجيا شعرية مع شعراء حول العالم، عن دار (بيربوم Verbum) الإسبانية، مدريد.
8. أعطال الظهيرة، 2018، عن دار منشورات تكوين، الكويت.
9. نُزلُ الأبديّة  Abadiyat manzillar، مختارات شعرية باللغة الأوزبيكة. صدرت عن دار ياشلار الأوزبكية للنشر بالتعاون مع مركز البحوث والتواصل المعرفي بالرياض عام 2020م. ونقلها من اللغة العربيّة إلى الأوزبكيّة الدكتور مرتضى سيد عمروف.
10. ميثولوجيا مختصرة للفزع. 2022م. صدر باللغة الفرنسية عن مشروع جسور الذي يرعاه مركز إثراء.
11. المسامرات الناحبة: تراجيديات المحرقة والأسر والهِرَم. 2022. كتاب عن المسرح صدر عن نادي نجران الأدبي.[15]
12. عظْمَة العَيْن (مسرح). صدر عن منشورات المتوسط 2022.[3]

## المسرحيات
للزمانان كتابات مسرحية تتميز بحوارات شعرية مرتفعة، ويغلب على مسرحياته الحزن والمأساة والعذابات الخاصة للدراويش والمبدعين التي يجابهونها في الحياة. ومن مسرحياته:
1. "حادر قابل"، وهي مسرحية اجتماعية لمسرح جمعية الثقافة بنجران، 2010م.
2. ملحمة الأخدود «أصحاب النار والجنة»: افتتاح مهرجان قس بن ساعدة 2012.
3. ملحمة ملوك الشعر والدماء: افتتاح مهرجان قس بن ساعدة 2014.
4. ملحمة سُراة الشعر والكهولة «لبيد بن ربيعة»: افتتاح سوق عكاظ 2015.
5. رصيف 7. وهي مسرحية تجريبية لمسرح جمعية الثقافة في الطائف، 2010م".[6]
6. نوستالجيا «مونودراما».
7. الحفلة الأخيرة.
8. قايين.
9. حُزن الحبالى.
10. عودة العنقاء «مسرحية غنائية».
11. ملهاة الصعاليك.
12. نبوءات لوركا.
13. ظهيرة الأعشى في نجران.
14. حُبوس.[16]
15. كتب فكرة وحوار المشاهد المسرحية من المسرحية الغنائية معلقاتنا امتداد أمجاد عام 2023.[17]
16. كتب سيناريو وحوار أوبرا "زرقاء اليمامة" التي تعد أول أوبرا سعودية.[18]

## الجوائز
- جائزة وزارة الثقافة والإعلام للكتاب 2017، عن كتابه المسرحي (فزّاعات نيئة).[19]
- جائزة السنوسي الشعرية 2016، عن مجموعته الشعرية (عائد من أبيه).[20]
- جائزة أفضل نص بمهرجان الطائف المسرحي 2013، عن نص (رصيف7).
- جائزة أبو ربعية للتأليف المسرحي، عن نص (الحفلة الأخيرة)2011.